# أولمبياد الشطرنج ال13

الشعار الرسمي لأولمبياد ميونخ.

أولمبياد الشطرنج لعام 1958 المقامة في مينوج هي النسخة ال13 لأولمبياد الشطرنج. تنضم البطولة برعاية الإتحاد الدولي للشطرنج وتتضمن البطولة العديد من الفعالايات لتعزيز شهرة الشطرنج حول العالم. أُقيمت البطولة بين ال 30 من أيلول و23 تشرين الأول في ميونخ في ألمانيا الغربية.
الفريق السوفيتي المكون من ست أساتذة كبار بقيادة ميخائيل بوتفنيك كانوا الأوفر حظاً للفوز وبالفعل حققوا المدالية الذهبية لتكون الرابعة على التوالي التي يفوز بها الاتحاد السوفيتي. وحصلت يوغسلافيا على الميدالية الفضية والأرجنتين على المدالية البرونزية. أحتلت الدولة المضيفة (ألمانيا الغربية) المرتبة السابعة خلف منافستها وجارتها ألمانيا الشرقية.

## التقسيم
عدد الفرق المشاركة كانت 36، تم تقسيمها إلى أربعة مجموعات في كل مجموعة 9 فرق. أعلى ثلاث فرق من كل مجموعة يتاهل إلى النهائي A. الفرق في المراتب الرابعة والخامسة والسادسة من كل مجموعة تتاهل إلى النهائي B. وباقي الفرق تتاهل إلى النهائي C. كل المجموعات لعبت بطريقة دورة روبن.

## ترتيب الفائزين
1. الإتحاد السوفيتي.
2. يوغسلافيا.
3. الأرجنتين.
4. الولايات المتحدة.
5. تشيكوسلوفاكيا.
6. ألمانيا الشرقية.
7. ألمانيا الغربية.
8. سويسرا.
9. إسبانيا.
10. بلغاريا.
11. انكلترا.
12. أستراليا.